# 陳開中
陳開中（1920年6月15日—1981年11月11日），本名陳麗華、陳利華，中國共產黨員，廣東省梅縣人，解放軍第29軍第85師第253團政治政委，1949年10月25日金门战役時以潜伏身分，化名陳開中進入国军队伍，赴台進入陸軍官校第24期就讀并，於國安局工作官至上校，1969年之後透過原同鄉同受俘舊部陳瑞粦赴港設法與中国大陆取得聯繫，1981年受告密遭判死刑，1981年11月11日槍決。

## 生平
陳開中，本名陳麗華，1920年生，廣東省梅縣人，1937年任教於南口堡星聚小學擔任教師，並參加中國共產黨的讀書會，抗戰爆發後加入共產黨，1939年加入新四軍改名陳利華，歷任新四軍政工隊員、教導隊文化教員、指導員、抗大五分校政治處組織股股長、解放軍第29軍第85師第253團政治處副主任、主任、副政委、政委等職。
陳利華於第二次國共內戰期間，參與「如皋戰役」、「海安保衛戰」、「鹽城保衛戰」、「新安鎮戰役」、「徐蚌會戰」、「上海戰役」等戰役。。
1949年10月25日古寧頭戰役時解放軍第253團受派遣搶灘，並佔領古寧頭，隨著戰況失利，次日餘眾九百多人於林厝遭俘，陳利華改名陳開中並更改生年為1927年，假充國軍逃員身份，以被共軍派遣至古寧頭戰役參戰得以獲釋，赴台進入陸軍官校第24期就讀，並進入國安局工作官至上校。

中华民国政府自1951年9月17始頒布「共匪及附匪分子自首辦法」，曾多次頒布自新辦法，陳開中始終沒有放棄潛伏台灣的身份，1969年始透過同團受俘知其身分的同鄉陳瑞粦設法與香港中共組織取得聯繫，以此遭到陳瑞粦勒索，1981年陳瑞粦向政府舉發，陳開中因而被捕，1981年11月3日被以顛覆國家而著手實施罪名遭判處死刑，1981年11月11日槍決。

## 身後
陳利華筆錄表示混入國軍三十餘年，始終對中共保持希望，並表示不管共黨和平或武力解放台灣，都會表明身分，與大陸家人與共黨取得聯繫，積極提供在台三十多年所之情形，然而陳利華並未與中共組織取得聯繫，僅派遣交通員準備接觸即被以顛覆國家並著手施行為由判重刑槍決，陳利華在獄中才將自己的身份告訴家人。

陳利華之子陳啓明於2006年6月6日向財團法人戒嚴時期不當叛亂暨匪諜審判案件補償基金會請求補償，至2009年4月8日仍以其涉犯內亂罪為由而予以駁回。
雖以潛伏者身份遭到處決，陳利華也並未獲得中共追贈烈士稱號。